# Pathum Thani
Pour la province de Thaïlande, voir Province de Pathum Thani.
Pathum Thani est une ville et un district de la région Centre de la Thaïlande situés au nord de Bangkok, sur la Chao Phraya.
C'est le siège de l'Asian Institute of Technology.